# Maks Štajner
Maksimilijan Raul Štajner (10. maj 1888 – 28. decembar 1971) bio je američki muzički kompozitor za pozorište i filmove austrijskog porekla, kao i dirigent. Svoj talenat je ispoljio od malih nogu. Kao dete je svoju prvu operetu dirigovao kada mu je bilo dvanaest godina, a kad je imao petnaest godina postao profesionalni muzičar koji je radio s punim radnim vremenom, bilo da je komponovao, uređivao ili dirigovao.
Štajner je radio u Engleskoj, potom na Brodveju, a 1929. godine preselio se u Holivud, gde je postao jedan od prvih kompozitora koji je napisao partiture za muziku za filmove. Nazivaju ga „ocem filmske muzike”, budući da je Štajner odigrao veliku ulogu u stvaranju tradicije pisanja muzike za filmove, zajedno sa kompozitorima Dimitrijem Tiomkinom, Francom Vaksmanom, Erihom Volfgangom Korngoldom, Alfredom Njumanom, Bernardom Hermanom i Miklošom Rožom.

## Biografija

### Rane godine (1888–1907)
Maks Štajner je rođen 10. maja 1888. godine u Austrougarskoj, kao jedino dete u bogatoj poslovnoj i pozorišnoj porodici jevrejskog porekla. Ime je dobio po svom dedi po ocu Maksimilijanu Štajneru (1839–1880), koji je zaslužan za to što je prvi nagovorio Johana Štrausa II da piše za pozorište i bio je uticajni menadžer bečkog istorijskog Pozorišta an der Vien. Njegovi roditelji bili su Mari Josefin/Mirjam (Hasiba) i mađarski Jevrejin Gabor Štajner (1858–1944, rođen u Temišvaru, Kraljevina Mađarska, Austrijsko carstvo), bečki impresario, rukovodilac karnevalskih izložbi i pronalazač, odgovoran za izgradnju Vien Risenrada. Njegov otac je ohrabrio Štajnerov muzički talenat i dozvolio mu je da diriguje američku operetu u svojoj dvanaestoj godini, Bel iz Njujorka, što je omogućilo Štajneru da stekne rano priznanje autora operete, Gustava Kerkera. Štajnerova majka Mari bila je plesačica u scenskim produkcijama koje je njegov deda postavljao dok je bio mlad, ali kasnije se uključila u restoranski posao.‍:26,37‍:56 Njegov kum bio je kompozitor Ričard Štraus, koji je snažno je uticao na Štajnerovo buduće delo.‍:52 Štajner je često pridavao zasluge svoju porodici za nadahnuće njegovih ranih muzičkih sposobnosti. Već sa šest godina Štajner je pohađao tri do četiri sata klavira nedeljno, ali često mu je to bilo dosadno. Zbog toga bi samostalno vežbao improvizaciju. Otac ga je podsticao da piše svoju muziku. Štajner je svoju ranu improvizaciju naveo kao uticaj na njegov ukus u muzici, posebno njegovo interesovanje za muziku Kloda Debisija koja je za to vreme bila „avangardna”.‍:2 U mladosti je započeo svoju kompozicijsku karijeru kroz rad na marševima za pukovske bendove i hit pesme za šou koji je pripremao njegov otac.‍:2
Njegovi roditelji su ga poslali na Bečki tehnološki univerzitet, ali on je izrazio malo interesovanja za skolastičke predmete. Upisao se na Imperijalnu muzičku akademiju 1904. godine, gde je, zbog svog izuzetnog muzičkog talenata i privatnog vežbanja sa Robertom Fuksom i Gustavom Malerom, za samo godinu dana završio četverogodišnji kurs i osvojio zlatnu medalju sa akademije u svojoj petnaestoj godini.‍:73 On je proučavao razne instrumente, uključujući klavir, orgulje, violinu, kontrabas i trubu. Njegov omiljeni i najbolji instrument bio je klavir, ali priznao je važnost poznavanja karakteristika ostalih instrumenata. Takođe je pohađao kurseve harmonije, kontrapunkta i kompozicije.‍:56‍:2 Zajedno sa Malerom i Fuhsom, kao svoje učitelje je navodio Feliksa Vejngartnera i Edmunda Ejslera.‍:2

### Početak muzičke karijere (1907–1914)
Muzika Edmunda Ajslera je izvršila rani uticaj na komade Maksa Štajnera;‍:2 međutim, jedan od njegovih prvih uvoda u operete bio je Franc Lehar koji je neko vreme radio kao vojni vođa orkestra za pozorište Štajnerovog oca.‍:3 Štajner je odao počast Leharu kroz operetu napravljenu po uzoru na Leharovu Veselu udovicu koju je Štajner postavio 1907. godine u Beču.‍:3 Ajsler je bio poznat po svojim operetama, iako je Rihard Traubner kritikovao libreto kao veoma siromašan, sa prilično jednostavnim stilom, muziku koja se često previše oslanja na stil bečkog valcera. Kao rezultat toga, kada je Štajner počeo da piše komade za pozorište, bio je zainteresovan za pisanje libreta kao i njegov učitelj, ali je ostvario minimalan uspeh. Međutim, mnogi od njegovih budućih filmova kao što su Dark Victory (1939), In This Our Life (1941), i Now, Voyager (1942) često su imali melodije valcera pod uticajem Ajslera.‍:2 Prema autoru knjige Max Steiner's „Now, Voyager” Kejt Dabni, Štajner je takođe mogao biti pod uticajem Feliksa Vajngartnera koji je dirigovao Bečkom operom od 1908. do 1911. Iako je išao na časove kompozicije kod Vajngartnera, kao dečak, Štajner je oduvek želeo da bude odličan dirigent.‍:3
Između 1907. i 1914. Štajner je putovao između Britanije i Evrope da bi radio na pozorišnim predstavama.‍:4 Štajner je prvi put ušao u svet profesionalne muzike kada je imao petnaest godina. Napisao je i dirigovao operetu Lepa Grkinja, ali je njegov otac odbio da je postavi rekavši da nije dovoljno dobra. Štajner je odneo kompoziciju konkurentskom impresariju Karlu Tušlu koji je ponudio da je produkuje. Na Štajnerovo zadovoljstvo, prikazivala se u pozorištu Orfeum godinu dana.‍:58 To je dovelo do mogućnosti da se druge predstave vode u raznim gradovima širom sveta, uključujući Moskvu i Hamburg. Po povratku u Beč, Štajner je zatekao oca u stečaju. Imajući poteškoća u pronalaženju posla, preselio se u London (delimično da bi pratio englesku igračicu koju je upoznao u Beču).‍:58 U Londonu je pozvan da diriguje Leharovom Veselom udovicom. U Londonu je boravio osam godina dirigujući mjuziklima u Dejli Teatru, Adelfiju, Hipodromu, Londonskom paviljonu i Zimskim vrtovima Blekpula.. Štajner je oženio Biatris Tilt 12. septembra 1912. Tačan datum njihovog razvoda je nepoznat.
U Engleskoj, Štajner je pisao i vodio pozorišne predstave i simfonije. Ali početak Prvog svetskog rata 1914. uzrokovao da bude interniran kao neprijateljski stranac. Srećom, sprijateljio se sa vojvodom od Vestminstera, koji je bio obožavatelj njegovog rada, i dobio je dokumente za odlazak u Ameriku, iako mu je novac zaplenjen. U Njujork je stigao u decembru 1914, sa samo 32 dolara. Pošto nije mogao da nađe posao, pribegao je prozaičnim poslovima kao što je prepisivač za Harms Music Publishing, što ga je brzo dovelo do poslova orkestriranja scenskih mjuzikala.‍:58

### Brodvejska muzika (1914–1929)
U Njujorku, Maks Štajner se brzo zaposlio i petnaest godina radio kao muzički direktor, aranžer, orkestrator i dirigent brodvejskih produkcija. Ove produkcije uključuju operete i mjuzikle koje su napisali Viktor Herbert, Džerom Kern, Vincent Jumans i Džordž Geršvin, između ostalih. Štajnerove zasluge uključuju: Skandalе Džordža Vajta (1922) (režija), Breskve (1923) (kompozitor) i Damo, budi dobra (1924) (dirigent i orkestrator). Sa dvadeset sedam godina, Štajner je 1915. postao muzički direktor Foks filma. U to vreme nije bilo posebno napisane muzike za filmove i Štajner je osnivaču studija Vilijamu Foksu rekao svoju ideju da napiše originalnu muziku za The Bondman (1916). Foks se složio i sastavili su orkestar od 110 članova koji će pratiti projekcije. Dok je radio na Brodveju, oženio se Odri van Lu 27. aprila 1927. Razveli su se 14. decembra 1933. godine. Godine 1927, Štajner je orkestrirao i dirigovao Hari Tirnijev mjuzikal Rio Rita. Sam Tirni je kasnije zatražio od RKO Pictures u Holivudu da angažuje Štajnera da radi u njihovim odeljenjima za muzičku produkciju. Vilijam LeBaron, šef produkcije RKO-a, otputovao je u Njujork da gleda kako Štajner diriguje i bio je impresioniran Štajnerom i njegovim muzičarima, od kojih je svaki svirao nekoliko instrumenata. Na kraju, Štajner je postao holivudski stvaralac. Štajnerova poslednja produkcija na Brodveju bila je Sons O' Guns 1929. godine.

## Spoljašnje veze
- Max Steiner na sajtu  (jezik: engleski)
- The Film Music of Max Steiner na sajtu , documentary by Barry Kolman
- "Max Steiner – Father of Film Music" na sajtu , film documentary trailer
- "Max Steiner – Greatest Hits" na sajtu , compilation by Beny Debny